# Elle MacPherson
Elle Macpherson (29. ožujka 1964.) je australski supermodel i glumica.

## Životopis
Rodila se kao Eleanor Nancy Gow u mjestu Cronulla, Novi Južni Wales. Otac Peter bio je bivši upravitelj lokalnog ragbi kluba. Najstarija je od četvero djece. Roditelji su joj se razveli kad je imala 14 godina, a majka joj se kasnije preudala, pa je Eleanor preuzela očuhovo prezime Macpherson. Tijekom odmora na Tasmaniji, primijetio ju je agent i angažirao za posao. Pojavila se na naslovnici magazina Elle. U 21. godini udala se za Gillesa Bensoma, ali se brzo od njega razvela. Zbog izvanrednih tjelesnih mjera nadimak joj je "Tijelo"(The Body).
Golotinje se ne srami, čak se skinula za Playboy, ali nije htjela da je roditelji vide u australskom izdanju. Poznata je i po naslovnicama na koricama izdanja o kupaćim kostimima poznatog časopisa Sports Illustrated. U glumačkoj karijeri do sada je snimila pet filmova, a pojavila se i u pet epizoda serije Prijatelji. Debitirala je u filmu Sirene iz 1994. godine. Partneri su joj bili Hugh Grant, Sam Neill, i Portia de Rossi. U filmu A Girl Thing obrađuje se biseksualnost, a Elle ima nekoliko vrućih scena s Kate Capshaw. Imala je nekoliko veza, a s Arpadom Bussonom ima dva sina. Ipak par se rastao, a trenutno je u vezi s 21-godišnjim kustosom.